# Marrubiu
Marrubiu est une commune italienne de la province d'Oristano, dans la région Sardaigne.
L'obsidienne, présente dans divers affleurements situés autour de Monte Arci, en particulier Marrubiu, Massullas et Pau, est exploitée et exportée en dehors de l'île depuis le Néolithique ancien.

## Administration
| Période                                  | Période | Identité | Étiquette | Qualité |
| ---------------------------------------- | ------- | -------- | --------- | ------- |
|                                          |         |          |           |         |
| Les données manquantes sont à compléter. |         |          |           |         |

### Communes limitrophes
Ales, Arborea, Morgongiori, Santa Giusta, Terralba, Uras.